# Bartomeu Anguera Sansó
Bartomeu Anguera Sansó (Palma, 1935) fou un veterinari i polític balear.
Es llicencià en veterinària a la Universitat de Saragossa el 1958 i es doctorà a la Universitat Complutense de Madrid el 1984, amb la tesi "L'ovella de raça mallorquina", editada el 1985. S'especialitzà en patologia bovina a França i Alemanya, ampliant estudis a Dinamarca, els Països Baixos i els Estats Units. El 1961 va ser nomenat cap dels serveis tècnics d'AUXAM (Auxiliar Agrícola Mallorquina), empresa propietat d'Antoni Fontanet. El 1973 va ser designat cap provincial de producció animal de Balears del Ministeri d'Agricultura. Va ser (1980-88 i 1992-93) director de l'Institut de Biologia Animal de Balears. Des de 1982 va ser el cap del Departament de Ramaderia de la Conselleria d'Agricultura i Pesca del Govern Balear. Des de 1976 fou president del Col·legi Oficial de Veterinaris de Balears. Entre 1986 i 1996 fou vicepresident del Consell General de Col·legis Veterinaris d'Espanya. És autor de "Estudio zootécnico sobre la oveja mallorquina. Su medio y sus producciones" (1970), "La rabia como zoonosis. Problema actual y futuro" (1990), "Races autòctones de les Illes Balears" (2003), "El porc negre mallorquí: origen, evolució i situació actual" (2007). El 2010 fou elegit president de la Reial Acadèmia de Medicina de les Illes Balears.
En l'àmbit polític la seva activitat començà com a militant del Frente de Juventudes. El 1960 va ser nomenat cap provincial del Sindicato de Estudiantes Universitarios (SEU) i fou membre del Consejo Nacional del Movimiento fins al 1963. Més tard fou designat delegat a Balears de la Delegació Nacional d'Acció Política i el 1971 fou elegit diputat provincial.